# Rhizomyia hispida
Rhizomyia hispida är en tvåvingeart som först beskrevs av Ephraim Porter Felt 1907.  Rhizomyia hispida ingår i släktet Rhizomyia och familjen gallmyggor.
Artens utbredningsområde är New York. Inga underarter finns listade i Catalogue of Life.